# Somebody’s Watching Me
Somebody's Watching Me – debiutancki singel Rockwella, wydany przez Motown Records w 1984 roku. Refren utworu zaśpiewał Michael Jackson, w chórkach pojawia się również jego brat Jermaine.

## Lista utworów
1. Somebody's Watching Me
2. Somebody's Watching Me (Instrumental)

## Notowania
| Lista (1984)                     | Najwyższa pozycja |
| -------------------------------- | ----------------- |
| U.S. Billboard Hot 100           | 2                 |
| U.S. Billboard Hot Black Singles | 1                 |
| UK Singles Chart                 | 6                 |